# Dél-vietnámi labdarúgó-válogatott
A Dél-vietnámi labdarúgó-válogatott Dél-Vietnám nemzeti labdarúgó-csapata volt 1949 és 1975 között, amelyet a Vietnámi labdarúgó-szövetség (vietnámiul: Liên Đoàn Bóng Đá Việt Nam) irányított. Ázsia-kupán két alkalommal (1956, 1960) szerepelt, mindkétszer a negyedik helyen végzett. Elindult az 1974-es világbajnokság selejtezőiben.
1975-ben megszűnt, miután az északi és a déli országrészt egyesítették, ezzel megalakítva a Vietnámi Szocialista Köztársaságot, melynek csapata a vietnámi labdarúgó-válogatott. 

## Nemzetközi eredmények
Ázsia-kupa
- Negyedik hely: 2 alkalommal (1956, 1960)

### Világbajnoki- és Ázsia-kupa-szereplés

#### Világbajnoki szereplés
| Év       | Eredmény      | Hely          | M             | Gy            | D             | V             | Rg            | Kg            |
| -------- | ------------- | ------------- | ------------- | ------------- | ------------- | ------------- | ------------- | ------------- |
| 1930     | Nem létezett  | Nem létezett  | Nem létezett  | Nem létezett  | Nem létezett  | Nem létezett  | Nem létezett  | Nem létezett  |
| 1934     | Nem létezett  | Nem létezett  | Nem létezett  | Nem létezett  | Nem létezett  | Nem létezett  | Nem létezett  | Nem létezett  |
| 1938     | Nem létezett  | Nem létezett  | Nem létezett  | Nem létezett  | Nem létezett  | Nem létezett  | Nem létezett  | Nem létezett  |
| 1950     | Nem indult    | Nem indult    | Nem indult    | Nem indult    | Nem indult    | Nem indult    | Nem indult    | Nem indult    |
| 1954     | Nem indult    | Nem indult    | Nem indult    | Nem indult    | Nem indult    | Nem indult    | Nem indult    | Nem indult    |
| 1958     | Nem indult    | Nem indult    | Nem indult    | Nem indult    | Nem indult    | Nem indult    | Nem indult    | Nem indult    |
| 1962     | Nem indult    | Nem indult    | Nem indult    | Nem indult    | Nem indult    | Nem indult    | Nem indult    | Nem indult    |
| 1966     | Nem indult    | Nem indult    | Nem indult    | Nem indult    | Nem indult    | Nem indult    | Nem indult    | Nem indult    |
| 1970     | Nem indult    | Nem indult    | Nem indult    | Nem indult    | Nem indult    | Nem indult    | Nem indult    | Nem indult    |
| 1974     | Nem jutott be | Nem jutott be | Nem jutott be | Nem jutott be | Nem jutott be | Nem jutott be | Nem jutott be | Nem jutott be |
| Összesen |               | 0/1           |               |               |               |               |               |               |

#### Ázsia-kupa-szereplés
| Év       | Eredmény      | Hely          | M             | Gy            | D             | V             | Rg            | Kg            |
| -------- | ------------- | ------------- | ------------- | ------------- | ------------- | ------------- | ------------- | ------------- |
| 1956     | Negyedik hely | 4.            | 3             | 0             | 1             | 2             | 6             | 9             |
| 1960     | Negyedik hely | 4.            | 3             | 0             | 0             | 3             | 2             | 12            |
| 1964     | Nem jutott be | Nem jutott be | Nem jutott be | Nem jutott be | Nem jutott be | Nem jutott be | Nem jutott be | Nem jutott be |
| 1968     | Nem jutott be | Nem jutott be | Nem jutott be | Nem jutott be | Nem jutott be | Nem jutott be | Nem jutott be | Nem jutott be |
| 1972     | Visszalépett  | Visszalépett  | Visszalépett  | Visszalépett  | Visszalépett  | Visszalépett  | Visszalépett  | Visszalépett  |
| 1976     | Nem jutott be | Nem jutott be | Nem jutott be | Nem jutott be | Nem jutott be | Nem jutott be | Nem jutott be | Nem jutott be |
| Összesen | Negyedik hely | 2/6           | 6             | 0             | 1             | 5             | 8             | 21            |